# Азібаал I
Азібаал I (д/н — бл. 640 до н. е.) — цар міста-держави Арвада бл. 660—640 роках до н. е. Ім'я перекладається як «Баал потужен».

## Життєпис
Старший син царя Якінлу. Відомо, що наприкінці панування батька виконував його якесь доручення на о. Кіпр. За різними версіями Якінлу було повалено проассирійською аристократією або власними 10 синами. Азібаал разом з братами прибув до ассирійського царя Ашшурбаніпала, який призначив Азібаала царем Арваду, а його братів залишив у Ніневії, надавши маєтності та посади.
Зберігав вірність Ассирії протягом усього панування. Брав участь у походах проти царств Табала і Хілакку. У 654—651 роках до н. е. допомагав ассирійцям у приборканні повстання фінікійських міст. Також діяв проти єгипетського флоту. Помер близько 640 року до н. е. Трон спадкували його брати Абімілкі й Ахімілкі.